# Yezoceryx coelyx
Yezoceryx coelyx är en stekelart som beskrevs av Ian D. Gauld 1984. Yezoceryx coelyx ingår i släktet Yezoceryx och familjen brokparasitsteklar. Inga underarter finns listade i Catalogue of Life.